# خابالكينتو
بلدية جبل قنطيش (بالإسبانية: Jabalquinto) هي بلدية تقع في مقاطعة خاين التابعة لمنطقة أندلوسيا جنوب إسبانيا.

## الديموغرافيا
بلغ عدد سكان بلدية جبل قنطيش 2.422 نسمة عام 2011 (وفقاً للمعهد الوطني للإحصاء الإسباني).
| 2.631 | 2.552 | 2.478 | 2.420 | 2.408 | 2.351 | 2.422 |